# Lingua clallam
La lingua clallam (nome originale Nəxʷsƛʼayʼəmúcən) è una Lingua salish parlata nello stato americano di  Washington e nella regione canadese della Columbia Britannica. Oggi, questa lingua è a gravissimo rischio di estinzione linguistica poiché come quasi tutte le lingue native americane, ad eccezione dello zuni e di poche altre lingue, soffre del processo di deriva linguistica verso l'inglese, per cui i giovani parlano quest'ultimo idioma a scapito di quelli tradizionali.

## Pericolo di scomparsa
La lingua clallam è quasi estinta, contando solo 5 locutori. Tuttavia, si stanno compiendo diversi sforzi per tentare di preservarne la conoscenza.

## Altri nomi
La lingua è conosciuta anche con altri nomi : S'Klallam,Na'Klallam e Klallam

## Testo d'esempio
hiyáʔ č̕ə ƛ̕ácu cə čáʔsəʔ sq̕ʷiyiʔáʔən̕ suʔwə́y̕qəʔ. níɬ č̕ə suʔčəm̕əsnə́kʷis. suʔkʷčáŋəts cə náʔc̕uʔ, "tx̣ʷéyn cxʷ ʔuč? hiyáʔ u cxʷ? hiyáʔ u cxʷ ƛ̕ácu?" suʔqʷáys cə náʔc̕uʔ ʔaʔ "ʔə́wə. hiyáʔ cən ƛ̕ácu." suʔƛ̕áys qʷáy cə náʔc̕uʔ, "o, nəx̣čŋín tə či n̕shiyáʔ ƛ̕ácu"